# Arcieparchia di Tiruvalla
L'arcieparchia di Tiruvalla (in latino: Archieparchia Tiruvallensis) è una sede metropolitana della Chiesa cattolica siro-malankarese in India. Nel 2022 contava 40.800 battezzati su 5.652.000 abitanti. È retta dall'arcieparca Thomas Mar Koorilos Chakkalapadickal.

## Territorio
L'arcieparchia si estende nello Stato indiano del Kerala.
Sede arcieparchiale è la città di Thiruvalla, taluk del distretto di Pathanamthitta, dove si trova la cattedrale di San Giovanni.
Il territorio è suddiviso in 134 parrocchie.

## Storia
Un ordinariato per i fedeli di rito siro-malankarese fu istituito il 13 febbraio 1932 con la bolla Magnum Nobis di papa Pio XI. L'aumento repentino dei fedeli cattolici portò, nel giro di pochi mesi, alla soppressione dell'ordinariato e all'erezione dell'eparchia di Tiruvalla con la bolla Christo pastorum Principi dello stesso papa.
La nuova sede originariamente era suffraganea dell'arcieparchia di Trivandrum.
Il 28 ottobre 1978 e il 19 dicembre 2002 cedette porzioni del suo territorio a vantaggio dell'erezione rispettivamente delle eparchie di Battery e di Muvattupuzha.
Il 15 maggio 2006 è stata elevata al rango di arcieparchia metropolitana.
L'arcidiocesi di Tiruvalla ha preso l'iniziativa di fondare l'Istituto ecumenico di ricerca Sant'Efrem, un collegio dell'università di Kottayam, specializzato in studi siriaci.

## Cronotassi dei vescovi
Si omettono i periodi di sede vacante non superiori ai 2 anni o non storicamente accertati.
- Teofilo Giacomo Abramo Kalapurakal[2] † (11 giugno 1932 - 25 luglio 1950 dimesso[3])
- Severios Giuseppe Valakuzhyil † (25 luglio 1950 - 18 gennaio 1955 deceduto)
- Athanasios Cheriyan Polachirakal † (27 gennaio 1955 - 29 settembre 1977 deceduto)
- Isaac Youhanon Koottaplakil † (28 ottobre 1978 - 28 aprile 1987 deceduto)
- Geevarghese Timotheos Chundevalel † (30 aprile 1988 - 29 marzo 2003 ritirato)
- Isaac Cleemis Thottunkal (11 settembre 2003 - 10 febbraio 2007 nominato arcivescovo maggiore di Trivandrum)
- Thomas Koorilos Chakkalapadickal, dal 26 marzo 2007

## Statistiche
L'arcieparchia nel 2022 su una popolazione di 5.652.000 persone contava 40.800 battezzati, corrispondenti allo 0,7% del totale.
| anno | popolazione | popolazione | popolazione | presbiteri | presbiteri | presbiteri | presbiteri                | diaconi | religiosi | religiosi | parrocchie |
| anno | battezzati  | totale      | %           | numero     | secolari   | regolari   | battezzati per presbitero | diaconi | uomini    | donne     | parrocchie |
| ---- | ----------- | ----------- | ----------- | ---------- | ---------- | ---------- | ------------------------- | ------- | --------- | --------- | ---------- |
| 1950 | 15.000      | 1.558.000   | 1,0         | 70         | 60         | 10         | 214                       |         | 5         | 45        | 69         |
| 1969 | 33.038      | 18.777.340  | 0,2         | 125        | 108        | 17         | 264                       |         | 33        | 129       | 64         |
| 1978 | 33.500      | ?           | ?           | 119        | 101        | 18         | 281                       |         | 31        | 180       | 151        |
| 1990 | 43.000      | 1.433.000   | 3,0         | 148        | 103        | 45         | 290                       |         | 74        | 274       | 168        |
| 1999 | 55.945      | 14.552.328  | 0,4         | 154        | 121        | 33         | 363                       |         | 57        | 291       | 184        |
| 2000 | 56.400      | 14.785.000  | 0,4         | 156        | 123        | 33         | 361                       |         | 57        | 351       | 185        |
| 2001 | 56.900      | 13.041.300  | 0,4         | 155        | 121        | 34         | 367                       |         | 59        | 348       | 185        |
| 2002 | 56.176      | 13.145.970  | 0,4         | 185        | 130        | 55         | 303                       |         | 87        | 306       | 187        |
| 2003 | 36.127      | 5.276.306   | 0,7         | 130        | 95         | 35         | 277                       |         | 70        | 436       | 126        |
| 2004 | 36.673      | 5.277.300   | 0,7         | 130        | 92         | 38         | 282                       |         | 38        | 250       | 130        |
| 2009 | 37.793      | 5.479.000   | 0,7         | 132        | 107        | 25         | 286                       |         | 54        | 290       | 133        |
| 2010 | 37.486      | 5.555.000   | 0,7         | 137        | 112        | 25         | 273                       |         | 54        | 307       | 133        |
| 2014 | 40.660      | 4.920.529   | 0,8         | 120        | 100        | 20         | 338                       |         | 33        | 280       | 136        |
| 2017 | 42.800      | 5.095.648   | 0,8         | 127        | 107        | 20         | 337                       |         | 48        | 276       | 136        |
| 2020 | 39.800      | 5.153.400   | 0,8         | 142        | 105        | 37         | 280                       |         | 43        | 297       | 134        |
| 2022 | 40.800      | 5.652.000   | 0,7         | 132        | 114        | 18         | 309                       |         | 23        | 279       | 134        |